# شروق الشمس (قصيدة)
شروق الشمس The Sun Rising هي قصيدة تحتوي على ثلاثين سطراً في ثلاث مقاطع شعرية. كتبها الشاعر جون دون  نُشرت عام 1633. القصيدة ذات وزن غير منتظم، ويتراوح التركيز بها من اثنين إلى ستة في كل سطر في نمط غير ثابت، السطور الطويلة ي تتواجد في أواخر المقاطع الثلاثة (أي أن كل مقطع يحتوي على عشرة سطور، فتقع السطور الطويلة في نهايتها)، والقافية لا تتغير بتاتًا، فكل مقطع يتبع نمط واحد (أ ب ب أ ج د ج د ه ه). عُرفَت قصائد جون دون بكونها مجردة (ميتافيزيكالية) وذات قوافٍ مسننة وحادة، وسردية، ومكتوبة بعبقرية بالإضافة إلى تصوير مذهل. تُشخِّص القصيدة أيضًا الشمس (أي تُظهر الشمس كشخص). وتعتبر هذه القصيدة من أشهر أعمال دون.

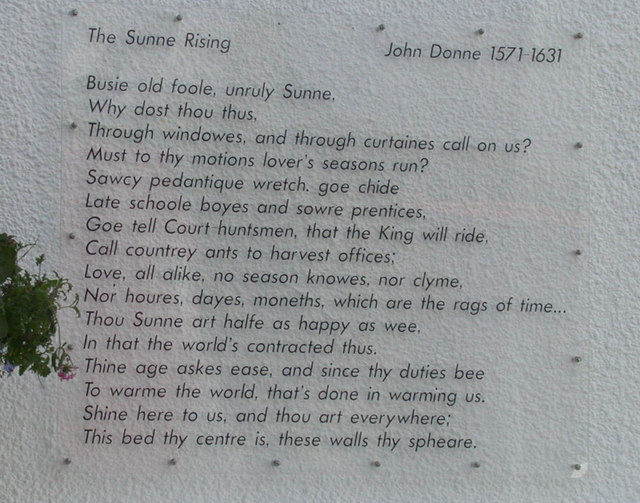
قصيدة شروق الشمس

## المحتوى
يبدأ المقطع الشعري الأول بالمتحدث في سريره بجانب محبوبته، متذمرًا من أشعة الشمس الساطعة.
يقوم دون باستخدام تعابير مثل «الحمقاء دائمة العمل» (السطر الأول) و«معلمة وقحة بائسة» [تدّعي المثالية] (السطر الخامس) ليصف انزعاجه من تلك الأشعة، يسأل المتحدث في القصيدة الشمس أن تتحرك ويطمح أن تغيب حتى يستطيع البقاء هو ومحبوبته معًا في السرير.

يلامس دون المشاعر الإنسانية بتشخيصه للشمس، ويعرض كيف يتصرف البشر حين يكونون واقعين في الحب. إذ يعتقد المتحدث في القصيدة ومحبوبته أن الوقت هو العدو بالنسبة لهم، «هل بشروقك وغيابك تعتمد مواسم المحبين؟» (السطر الرابع) أو بكلمات أخرى «لماذا على المحبين أن يكونوا تحت سيطرة الشمس؟» يأمر لاحقٍا المتحدث الشمس لتذهب وتزعج شخصًا اخر «أرحلي واقرعي على طلاب المدارس المتأخرين والمتدربين الغاضبين، اذهبي وأخبري قناص المحكمة أن الملك ذاهب في رحلة....» (السطور 5-7)، أيضًا أن الحب لا يعرف موسم، ولا مناخ، ولا ساعة ولا يوم ولا حتى شهر.
في المقطع الشعري الثاني، يقول المتحدث كم أن الشمس تثق أن أشعتها قوية، ولكن يمكنه «أن يخسفها» ويغطيها بالسحب في طرفة عين (السطر 13)، على الرغم من أن باستطاعة المتحدث أن يقوم بتغطية عيناه، إلا أنه لا يريد ذلك لأن ذلك سيعني أنه سيغطيها عن رؤية حبيبته أيضا، يقول «لكن لا أريد أن أخسر رؤيتها طويلًا» (السطر 14) (أي أنه يتجنب خسوف الشمس لخشيته أنه قد يفقد رؤية محبوبته) يبالغ المتحدث في توبيخه للشمس ويخبرها لتميل وترحل ثم تعود في اليوم التالي، وتخبره «سواءً كِلا هنديتين التوابل وخاصتي، كوني حيث تركتيهم أو كوني بجانبي» (السطور 16-18) أراد من الشمس أن تخبره إذا كان كل الملوك، والملكات، والأغنياء والارستقراطيين قد استيقظوا أم أنهم ملازمين اسرّتهم مثله، في نهاية المقطع يؤكد المتحدث «اسألي عن أولئك الملوك الذين رأيتهم البارحة واسمعي أحوالهم فإنهم جميعًا هنا في هذا السريرٍ» (السطور 19-20)، يتعمد القول أن محبوبته أهم من كل الملوك وبقائها بجانبه في السرير يساوي كل أملاكهم من الذهب والغنى الذي يطمح له.
في حين أن اخر مقطع شعري، يتعمد المتحدث أن يكبت غضبه بامتداح محبوبته، محبوبته هي عالمه وحينما يكونان معًا في السرير فذلك يعني أنهما في نعيمهما الخاص، يبدأ وصفه بأن لا شيء قد يعادل حتى نصف أهمية محبوبته، فيصر «بسهولة أيتها المسنّة، ومنذ أن واجباتك هي تدفئة العالم، فذلك منتهي بالنسبة إلينا. (ثم يحادث محبوبته) أشرقي هنا لأجلنا، والفن في كل مكان؛ هذا السرير مركزك هذه الجدران ميدانك» (السطور 27-30) التي تترجم قلقه بشأن عمر الشمس وافتراضه أن مهمة الشمس هي تدفئة العالم والأحباء هناك، ومجرد أن تقوم بذلك، فإن مهمتها تنتهي. حيث أن محبوبته هي كل عالمه، وبما أن الشمس تشرق على سريرهما الذي تشاركه إياه، فإنها بلا شك تشرق على العالم بأكمله.